# Karl Löwith
Karl Löwith (9. ledna 1897 Mnichov – 24. května 1973 Heidelberg) byl německý fenomenologický filosof, žák Edmunda Husserla a Martina Heideggera. Pro svůj židovský původ musel před nacisty emigrovat a teprve roku 1952 se mohl vrátit do Německa. Zabýval se především Nietzschem a Heideggerem a kritizoval moderní filosofii dějin.

## Život
Löwithův otec byl malíř a profesor uměleckých škol ve Vídni a Mnichově. Po maturitě sloužil Karl Löwith v německé armádě, byl těžce zraněn a padl do italského zajetí. Po návratu studoval filosofii a biologii v Mnichově a v letech 1919–1922 ve Freiburgu u Husserla a Heideggera. Roku 1923 promoval v Mnichově knihou o Friedrichu Nietzschem a roku 1924 odešel za Heideggerem do Marburgu, kde se spřátelil s Leo Straussem a Hans-Georg Gadamerem a roku 1928 habilitoval. Roku 1934 odjel jako stipendista do Říma, kde napsal své knihy o Nietzscheho „věčném návratu“ a o J. Burckhardtovi; mezitím byl nacisty vyloučen z univerzity. V letech 1936-1941 přednášel na univerzitě v Sendai (Japonsko), 1941 vydal jednu ze svých nejznámějších knih „Od Hegela k Nietzschemu“ a od roku 1941 žil v USA. S pomocí Paul Tillicha a Reinholda Niebuhra mohl učit na protestantském teologickém semináři v Hartfordu (Conn.), kde se ale necítil na svém místě. Roku 1949 vyšel jeho „Smysl v dějinách“ a od tohoto roku přednášel na New School for Social Research v New Yorku. Roku 1952 byl s pomocí Gadamerovou povolán do Heidelbergu, kde přednášel až do svého penzionování 1964. 1953 vydal své kritické vyrovnání s Heideggerem, „Heidegger – myslitel nuzné doby“ a 1966 knihu o křesťanské tradici. Jeho poslední dílo se věnuje Paulu Valérymu. Löwithovy „Sebrané spisy“ (Werkausgabe, 1981–1988) obnášejí devět svazků, včetně velmi zajímavé korespondence.

## Myšlení
Löwithovo myšlení je silně ovlivněno Nietzschem a Heideggerem, zároveň je však neobyčejně střízlivé až skeptické. Moderní forma historismu a víry v pokrok je podle Löwitha nepřijatelným a nebezpečným křížencem křesťanské teologie a moderního ateismu, která ovšem postrádá to nejdůležitější, totiž právě náboženskou víru v osobního Boha. Jeho klidná, ale zničující kritika Hegelovského pojetí dějin jako dějin ducha a zdroje smyslu, včetně jejího marxistického pokračování, ústí do stoické skepse a nostalgie po klasické době řeckého ducha, kdy se člověk – podle Löwitha – mohl cítit doma v nekonečném koloběhu světa a jeho krás.
| „           | Člověk, který by hledal orientaci v dějinách, by byl jako trosečník, který se chytá vln. | “ |
| — K. Löwith |                                                                                          |   |